# Дівчина з Камчатки
«Дівчина з Камчатки» (рос. «Девушка с Камчатки») — радянський пригодницький художній фільм 1936 року, знятий режисером Олександром Литвиновим на кіностудії «Мосфільм».

## Сюжет
Закінчивши інститут, Наташа (Зара Заноні) повертається на Камчатку, де пройшли її дитинство і юність. Дівчина прибуває в геологічну групу інженера Рожнова і тут зустрічає друга дитинства Кирика, провідника експедиції. Невеликій групі геологів належить перехід на південь Камчатки, де повинна бути нафта. В дорозі експедиція потрапляє в район діючого Ключевського вулкана, в результаті чого коні розбігаються і все майно групи гине. І без того незавидне становище групи посилює великий снігопад. Наташа приймає самостійне рішення — і звертається по допомогу у найближчий колгосп, який знаходиться в двохстах кілометрах від групи.

## У ролях
- Зана Заноні — Наташа
- Микола Хрящиков — Рожнов, начальник експедиції
- Іван Юдін — Іван Іванович
- Олександр Сафрошин — кухар Перебийніс
- Михайло Вікторов — провідник Кирик
- Марія Яроцька — мати Марії
- В. Медовик — Марія, наречена Кирика

## Знімальна група
- Режисер — Олександр Литвинов
- Сценарист — Михайло Дубсон
- Оператори — Борис Петров, В. Серебряников
- Композитор — Лев Шварц
- Художник — Михайло Тіунов